# Aluniet
Het mineraal aluniet is een kalium-aluminium-sulfaat met de chemische formule KAl3(SO4)2(OH)6.

## Eigenschappen
Het doorzichtig tot doorschijnend witte, grijze of roodgrijze aluniet heeft een glas- tot parelglans, een witte streepkleur en de splijting is goed volgens het kristalvlak [0001]. De gemiddelde dichtheid is 2,74 en de hardheid is 3,5 tot 4. Het kristalstelsel is trigonaal en de radioactiviteit van het mineraal is nauwelijks meetbaar. De gamma ray waarde volgens het American Petroleum Institute is 136,78.

## Naamgeving
De naam van het mineraal aluniet is afgeleid van het Latijnse woord alunit, dat "aluminium" betekent.

## Voorkomen
Aluniet is een mineraal dat gevormd wordt bij verwering van orthoklaas-veldspaat-rijk gesteente. De typelocatie is gelegen in Marysvale, Utah, Verenigde Staten.